# Бронка (порт)
Бро́нка — многофункциональный морской перегрузочный комплекс в Большом порту Санкт-Петербург. Расположен в городе Ломоносове на Краснофлотском шоссе, 49, на южном побережье Финского залива. Начал операционную деятельность в декабре 2015 года. Оператор порта — ООО «Феникс».
На сегодняшний день порт «Бронка» — единственный глубоководный терминал в Большом порту Санкт-Петербург, способный принимать суда длиной до 347 метров, шириной до 50 метров и осадкой до 13 метров.

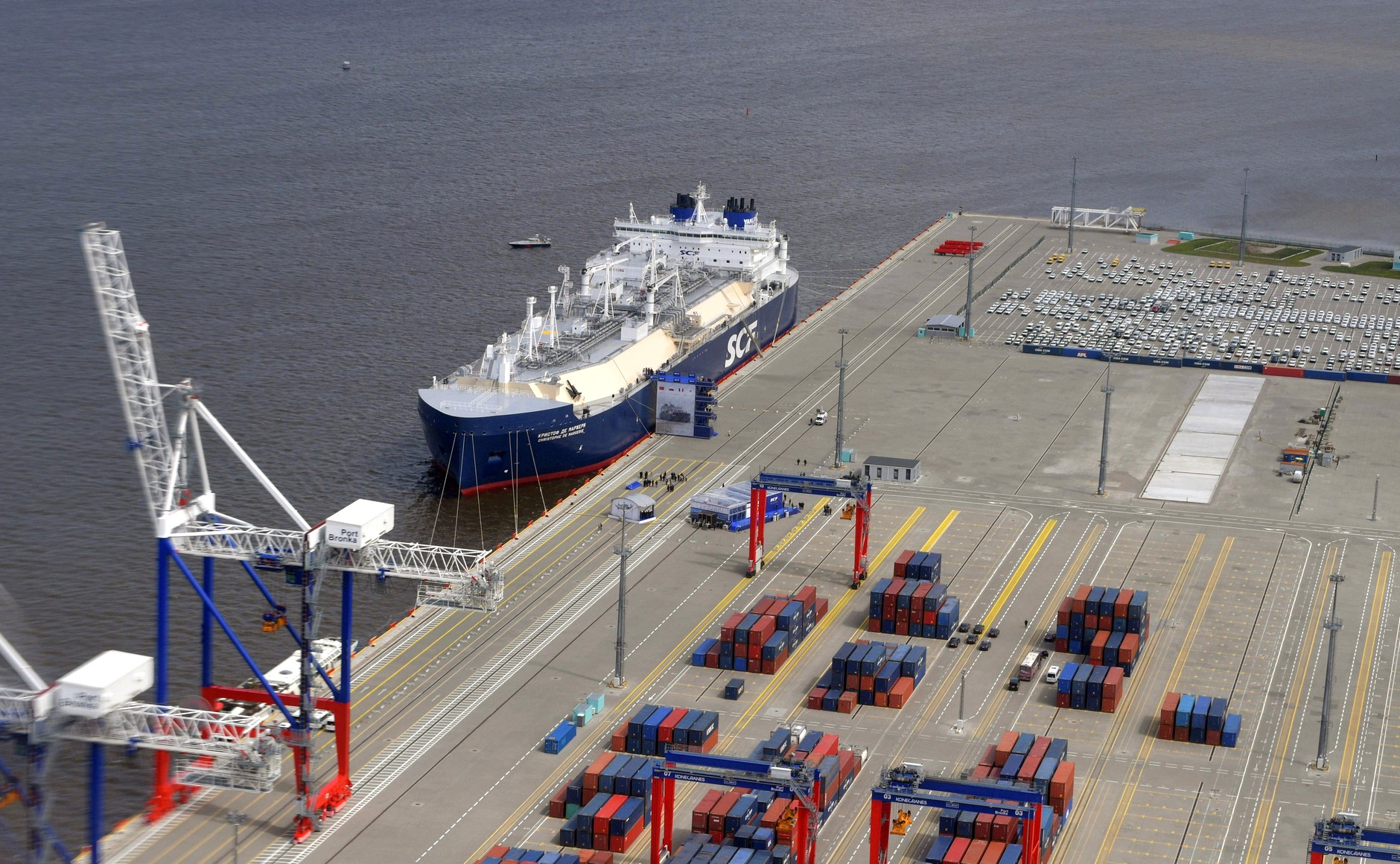
Танкер-газовоз класса Yamalmax «Кристоф де Маржери» в порту Бронка, 2017

## Расположение
Комплекс расположен на южном берегу Невской губы Финского залива (вне черты городской застройки), к северо-востоку от пересечения Кольцевой автомобильной дороги вокруг Санкт-Петербурга (A118) и дороги А120.

## Собственники
По состоянию на февраль 2022 года 100 % уставного капитала оператора порта принадлежало государству в лице Росимущества. К февралю 2023 года ООО «Феникс» должно быть полностью передано госкорпорации «Ростех».

## Описание
Инвестиции в строительство составили более 58 млрд руб., в том числе из федерального бюджета — 15,7 млрд рублей. В 2017 году строительство ММПК «Бронка» было признано стратегическим инвестиционным проектом Санкт-Петербурга.
Контейнерный терминал порта имеет производственную мощность 500 тыс. TEU в год (1,45 млн TEU при полном развитии). Он включает 7 причалов общей протяженностью 1 755 метров, въездные ворота на 9 полос движения и стоянку для накопления грузового автотранспорта на 220 машиномест. Габаритные размеры выделенной полосы автомобильных ворот (ширина 8,2 м, высота 6,5 м) и радиус кривизны железнодорожных путей (более 300 м) позволяют принимать сверх негабаритные и тяжеловесные грузы. Порт также включает терминал накатных и генеральных грузов (мощность 130 тыс. единиц накатных грузов в год), логистический центр, таможенный пост, пограничный пункт пропуска, бизнес-центр.
Выручка порта по результатам 2018 года выросла больше чем в два раза по сравнению с 2017 годом. Количество судозаходов возросло на 70 %, а перевалка грузов в контейнерах увеличилась почти в три раза. Также по итогам 2018 года ММПК «Бронка» вошёл в топ-10 стивидорных компаний России по контейнерообороту.

## История
Проект строительства и рабочая документация выполнены ЗАО «ГТ „Морстрой“».
Общественные слушания по материалам ОВОС в составе проектной документации на строительство состоялись 31 июля 2009 года в городе Ломоносове.
Проект получил положительное заключение государственной экологической экспертизы и Главгосэкспертизы России.
Строительство комплекса начато в январе 2011 года.
16 декабря 2013 года строящийся порт «Бронка» подключен к кольцевой автодороге. Развязка была построена западнее порта и представляет собой две петли — над и под магистралью.
В 2015 году состоялся ввод в эксплуатацию первой очереди порта.
В рамках строительства порта в 2011—2019 годах был полностью расселён район Ольгин Канал, состоявший из нескольких десятков частных домов.
До 2017 года ММПК «Бронка» принадлежал АО ХК «Форум» Дмитрия Михальченко. В 2016 году Михальченко был обвинён в коррупции при строительстве объектов ФСО и арестован. В 2017 году порт «Бронка» перешёл в ООО «Бронка групп», принадлежащее семьям экс-главы Федеральной службы охраны Российской Федерации Евгения Мурова и бывшего замначальника петербургского ФСБ Николая Негодова.
В конце ноября 2019 года в порту «Бронка» был введён в эксплуатацию новый мобильный портовый кран, благодаря чему «Бронка» стала единственным портом в России, способным осуществлять перевалку крупногабаритного груза массой 500 тонн.
В декабре 2019 года порт Бронка и французская инжиниринговая компания Gaussin подписали соглашение на поставку беспилотных тягачей.
В середине 2021 года решением Никулинского районного суда Москвы по иску Генпрокуратуры 100 % уставного капитала оператора порта ООО «Феникс» было обращено в доход государства и в начале декабря передано Росимуществу.
В январе 2022 года в СМИ появилась информация о том, что глава «Ростеха» Сергей Чемезов обратился к Президенту России с предложением о передаче порта «Бронка» госкорпорации. В качестве обоснования была указана Стратегия военно-технического сотрудничества Российской Федерации с иностранными государствами до 2025 года, для исполнения которой требуются специализированные портовые перегрузочные комплексы для кратковременного хранения и дальнейшей транспортировки продукции военного назначения в интересах третьих стран.
В феврале 2022 года в соответствии с Распоряжением Правительства Российской Федерации (№253-р от 15.02.2022) 100-процентная доля ООО «Феникс» передаётся «Ростеху» в качестве имущественного взноса Российской Федерации, Росимуществу предписано в 12-месячный срок обеспечить выполнение решения правительства.

## Перспективы
На Петербургском международном экономическом форуме 2019 глава РЖД О. В. Белозёров, врио губернатора Санкт-Петербурга А. Д. Беглов и генеральный директор ООО «ТЛЦ „Бронка“» А. Э. Зайцев подписали соглашение о создании транспортно-логистического центра «Бронка». Проектом предусмотрено строительство магистральной железнодорожной инфраструктуры (семь путей общей протяжённостью более 7 км), вспомогательных сооружений, подъездных дорог, складов и сервисных пунктов на площади более 310 тыс. м². Проектная мощность ТЛЦ — 1,5 млн TEU. Проект реализуется на собственные средства ООО «ТЛЦ „Бронка“» без привлечения государственного финансирования, при этом общий объём инвестиций в проект оценивается в 10 млрд рублей.
В 2021 году планировалось расширение терминала генеральных и накатных грузов, к 2025 году — строительство транспортно-логистического центра (на территории западнее основания Южной дамбы комплекса защитных сооружений Санкт-Петербурга от наводнений). Реализация проектов развития железнодорожной и складской инфраструктуры позволит дополнительно увеличить мощность перевалки грузов до 25 млн тонн к 2025 году.